# (33760) 1999 RE74
1999 RE74 (asteroide 33760) é um asteroide da cintura principal. Possui uma excentricidade de 0.09191260 e uma inclinação de 2.82578º.
Este asteroide foi descoberto no dia 7 de setembro de 1999 por LINEAR em Socorro.